# Myotis hermani
Myotis hermani — вид рукокрилих роду Нічниця (Myotis).

## Поширення, поведінка
Країни проживання: Індонезія (Суматра), Малайзія, Таїланд. Це погано відомий вид. Здається, пов'язаний з невеликими потоками (імовірно, частково залежать від води) і підліска тропічних лісів. Всі відомі записи зроблені нижче 500 м над рівнем моря.